# Лящук Тамара Іванівна
Тамара Іванівна Лящу́к (13 березня 1937, Київ — 2017) — українська художниця; член Спілки радянських художників України з 1970 року. Дружина художника Тимофія Лящука, мати художників Дмитра Лящука і Лесі Григорової.

## Біографія
Народилася 13 березня 1937 року в місті Києві. Закінчила Київську середню художню школу імені Тараса Шевченка, де навчалася у Григорія Котляра і Валентина Смирнова; у 1964 році — Київський художній інститут, де навчалася у Олександра Данченка, Василя Касіяна і Олександра Пащенка.
Жила у Києві, в будинку на вулиці Щусева, № 14, квартира № 36 та в будинку на вулиці Курганівській, № 3, квартира № 64. Померла у 2017 році.

## Творчість
Працювала у галузі станкової графіки і плаката. У реалістичному стилі створювала пейзажі, натюрморти, портрети. Серед робіт:
- «Дівчина в чорній хустині» (1960);
- «Море хвилюється. Казантип» (1963);
- «З мого вікна» (1965, кольоровий офорт);
- «Слава Україні!» (1969);
- «Кілька днів із життя Обломова» (1970);
- «Оксана» (1975);
- «А за вікном – зима» (1975);
- диптих «Слава ветеранам праці» (1976);
- «Батько» (1980; 1986);
- «Дідова хата» (1981);
- «Бабуся» (1983);
- «Седнівські далі» (1983);
- «Л. Лагутенко» (1984);
- «Седнів» (1984);
- «І. Черняховський» (1985);
- «Андрійко» (1986);
- «Зима» (1987);
- «Польові квіти» (1989);
- «Натюрморт із чорнобривцями» (1998);
- «Патріарх Володимир» (2000);
- «І миті жодної не можна повернути» (2002);
- «Настоятель церкви Благовіщення Пресвятої Богородиці ієромонах Богдан» (2002);

серії
- «Азовські рибалки» (1964, офорт);
- «Діти твої, Україно» (1985–1994).

кіноплакати до фільмів
- «Гадюка» (1966);
- «Арена» (1967);
- «Золоті ворота» (1969);
- «Слався Україно» (1969);
- «Гуси-лебеді летять» (1970);
- «Білий птах з чорною ознакою» (1972);
- «Свято печеної картоплі» (1977);
- «Ми – молоді господарі землі» (1982);
- «Дивна історія доктора Джекіла і містера Хайда» (1986);
- «Лісова пісня» (1987).

Брала участь у всесоюзних мистецьких виставках з 1963 року. Персональні виставки відбулися у Києві у 2002–2003, 2008 (Музей гетьманства), 2011 роках.
Окремі роботи художниці зберігаються у Національному військово-історичному музеї України у Києві.